# Vestal Ridge
Vestal Ridge ist ein steiler und 2240 m hoher Gebirgskamm im ostantarktischen Viktorialand. In den Quartermain Mountains bildet er die Wasserscheide zwischen dem Mullins Valley und dem Farnell Valley.
Das Advisory Committee on Antarctic Names benannte ihn 1993 nach James Robie Vestal (1942–1992), Mikrobiologe der University of Cincinnati von 1983 bis zu seinem Tod und Vorsitzender der Abteilung des Polarprogramms der National Science Foundation von 1990 bis 1991, der sich mit der Anpassung von Mikroorganismen an die extremen Bedingungen in Antarktika befasst hatte.